# Vorschubapparat

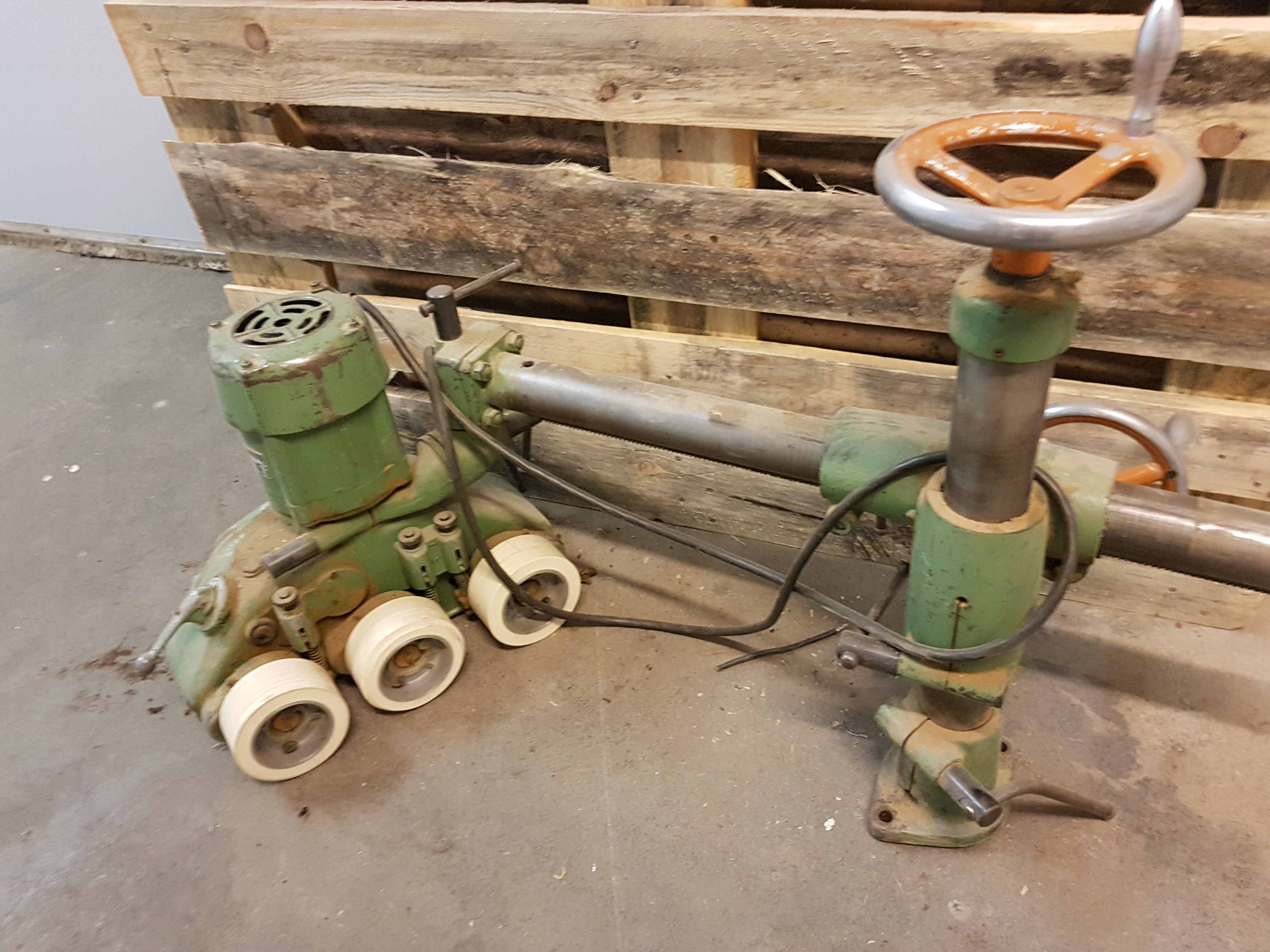
Vorschubappart einer älteren Abrichthobelmaschine zum konstanten Vorschub des Werkstückes und gleichmäßigem Andruck

Der Vorschubapparat wird bei vielen Maschinen eingesetzt. Er schiebt das Werkstück in einer gleichmäßigen Bewegung durch die Holzbearbeitungsmaschine. Im Allgemeinen besteht der Vorschubapparat aus einer Art motorgetriebenem Fahrzeug auf Rollen und einer Stativkonstruktion.
Zweck seines Einsatzes ist es, eine größtmögliche Genauigkeit zu erzielen.
Standardarbeiten an Fräse oder Kantenschleifmaschine etwa werden mit dem Vorschubapparat exakter. Abrichthobeln ist ein weiteres Einsatzgebiet, da ein gleich bleibend präzises Arbeitsergebnis erreicht wird.
Verfahren sind:
- Zangenvorschub
- Walzenvorschub
- kontaktfreier Vorschub